# Проклятий шлях
Проклятий шлях — кримінальна драма 2002 року на основі циклу романів "Дорога до загибелі" Макса Аллана Коллінса.

## Сюжет
Чикаго часів Великої депресії. Два сини — Майкл Саліван-молодший і Конор Руні відчайдушно прагнуть завоювати прихильність своїх батьків — Майкла Салівана-старшого, гангстера з ірландського клану, і Джона Руні, боса Саллівана-старшого, який замінив йому батька. Ревнощі і суперництво штовхають їх всіх на згубний шлях. Сім'я Салівана-старшого стає жертвою страшної «професії» голови сімейства. Гинуть його кохана дружина і молодший син Пітер. Помста і трагедія стають постійними супутниками Майкла і його сина, який залишився живим.